# Eau Claire (affluent du Chippewa)
Pour les articles homonymes, voir Eau Claire.
Eau-Claire est un cours d'eau qui coule dans l'État du Wisconsin aux États-Unis et un affluent de la Chippewa donc un sous-affluent du fleuve le Mississippi.

## Géographie
La rivière Eau Claire est issue de deux bras, le North Fork Eau Claire River (40 km de long) et le South Fork Eau Claire River (56 km de long), dont les sources sont situées dans le Comté de Taylor dans le centre de l'État du Wisconsin.
Après la confluence de ces deux rivières sources, la rivière Eau Claire parcourt 64 kilomètres puis se jette dans la rivière Chippewa en aval de la ville Altoona.
Son nom lui fut donné à l'époque de la Nouvelle-France, lorsque les premiers explorateurs et coureurs des bois canadiens-français parcouraient la région septentrionale de la Louisiane française au XVIIe siècle, et traduisirent en français le langage Ojibwe "Wayaa-gonaatigweyaa-ziibi" (Rivière à l'eau claire).
Un autre cours d'eau, Eau Claire porte le même nom et coule également dans l'État du Wisconsin.